# Bei den Toten zu Gast
Bei den Toten zu Gast ist eine unvollendete Erzählung von Franz Kafka. Sie entstand am 26. oder 27. August 1920 und erschien posthum 1937 in dem Band Tagebücher und Briefe, herausgegeben von Max Brod in Gemeinschaft mit Heinz Politzer. Der Titel stammt von Max Brod.

## Hintergrund
Nach der Rückkehr von einem fast dreimonatigen Kuraufenthalt in Meran verfasste Kafka im Spätsommer und Herbst 1920 zahlreiche kurze Prosastücke, darunter Das Stadtwappen, Gemeinschaft, Nachts, Zur Frage der Gesetze, Die Truppenaushebung, Die Prüfung, Der Geier, Der Steuermann, Der Kreisel und Kleine Fabel. Sie bilden das Konvolut 1920 und blieben zu Kafkas Lebzeiten unveröffentlicht. Die meisten der Titel wurden nachträglich von Max Brod hinzugefügt. Der Entstehungszeitraum deutet auf den engen Zusammenhang mit der immer schwieriger werdenden Beziehung zu Milena Jesenská hin, von der sich Kafka am Ende des Jahres trennte. Die Erzählstücke des Konvuluts zeichnen sich aus durch eine Vorliebe „für die Kunst der Parabel, die metaphorische Zuspitzung philosophischer Probleme und vor allem für die Form des Paradoxons, dem er ganz neue Effekte abgewann“.

## Inhalt
Der Ich-Erzähler betritt eine Gruft, in der einige Särge stehen, darunter zwei offene, die verlassenen, zerwühlten Betten gleichen. An einem Schreibtisch sitzt ein Mann mit mächtigem Körper und wirrem weißen Haar. Eine Bedienerin kehrt den Raum aus, obwohl er völlig sauber ist. Als der Erzähler an ihrem Kopftuch zupft, erkennt er ein ihm von früher bekanntes „Judenmädchen“ wieder. Es fordert ihn auf, den Mann am Schreibtisch zu begrüßen, der hier der Herr sei. Als der Erzähler ihn anspricht, rührt er sich nicht, stattdessen springt eine kleine Katze aus seinem Schoß empor, läuft einmal um den Rand des Tisches und verschwindet wieder dort, woher sie gekommen war. Da die junge Frau sagt, dass das als Begrüßung genüge, wendet er sich wieder ihr zu und die beiden gehen Arm in Arm weiter in die Gruft, „eng aneinandergedrückt wie ein Liebespaar“. Dabei bittet sie ihn zu bleiben, denn sie habe sich sehr nach ihm gesehnt. Je weiter sie in der Anlage vorankommen, die ihn an einen von früher bekannten Weinkeller erinnert, desto enger halten sie sich umschlungen. Nachdem die beiden einen schmalen Bach überquert haben, gelangen sie zum Sarg des Mädchens, das sich gleich hineinsetzt und ihn mit dem Blick herbeilockt. Er lehnt jedoch ab, denn er müsse vorher noch mit jemandem sprechen, der sich auch in der Gruft befände. Zum Schluss zieht sie ihr Totenhemd unter dem Kissen hervor und reicht es ihm. Mit ihrer Erklärung, dass sie es nicht trage, bricht die Erzählung ab.

## Interpretation
Die Erzählung gleicht einem Traumbericht, denn der Gang der Handlung und die Beschreibung der Umgebung entsprechen eher der scheinbar wirren Logik des Traums als der des kausallogisch ordnenden Wachbewusstseins. Der Ich-Erzähler steht plötzlich in einer Gruft. Dabei bleibt unklar, was ihn dorthin verschlagen hat. Aus der scheinbar alten, mit hexenhaften Attributen (das Kopftuch, die Fetzen, der Besen) ausgestatteten Gestalt der Bedienerin scheint plötzlich ein ihm von früher bekanntes Gesicht eines „Judenmädchens“ hervor. Dieses kehrt den Raum aus, obwohl es dort gar nichts auszukehren gibt. Die Beschreibung der zweiten in der Gruft angetroffenen Person, des alten Mannes, wirkt inkohärent. Dass er mit seiner Uhrkette spielt, erinnert an die Infantilisierung des Vaters in Das Urteil. Dass das Mädchen ihn danach als französischen Adligen namens de Poiton vorstellt, bleibt ein blindes Motiv. Geradezu surrealistisch mutet an, dass aus dem Schoß des bewegungslosen Mannes nun eine Katze hervorspringt, die den Tisch einmal umrundet und dann wieder in den Schoß zurückkehrt. Diese kleine Szene verweist symbolisch auf weibliche Genitalität, Geburt und auf das Hexenmotiv, was der Vaterfigur des Alten mit seinem wirren weißen Haar einen androgynen Zug verleiht. Auch dass der Erzähler und das namenlose Mädchen, das er „einmal gekannt“, also seit langem nicht mehr gesehen hat, sogleich „eng aneinandergedrückt wie ein Liebespaar“ tiefer in die Gruft hineingehen, ist kausallogisch kaum nachvollziehbar. Ebenso deutet die unsichere Wahrnehmung des Erzählers auf den traumlogischen Charakter des Textes hin. Er weiß nicht genau, wie er seine Sinneseindrücke zu deuten hat: Sind die offenen Särge tatsächlich eben verlassen worden, schaut der alte Mann, dessen Gesicht nicht zu erkennen ist, tatsächlich auf die Uhrkette, oder nicht eher unter den Tisch, von wo die Katze hervorgesprungen war, ähnelt die Gruft tatsächlich einem Weinkeller, den er einmal gesehen hatte? Zur Trübung der Wahrnehmung tragen die Lichtverhältnisse bei, „eine Art Dämmerung“, die die weiter entfernten Gegenstände in Dunkelheit taucht, aber sich in einem kleinen Kreis um das umschlungene Paar herum aufhellt. Doch auch das Mädchen, das sich schon länger in der Gruft befindet, scheint orientierungslos zu sein, denn sie sagt dem Erzähler, dass sie sich hier nicht auskenne und deshalb froh sei, dass er gekommen ist. Es sei „hier ein großer Wirrwarr. Wir warten auf einen, der Ordnung macht. Bist du es?“ Aus der Verwendung der Wir-Form lässt sich schließen, dass auch der alte Mann hinter dem Schreibtisch, der „hier der Herr“ sei, keine Kontrolle über eine Situation hat, die sich in dem Paradoxon zuspitzt, dass die junge Frau zugleich tot und lebendig ist. Denn als sie dem Erzähler ihren Sarg zeigen möchte und er überrascht einwendet, sie sei doch nicht tot, antwortet sie zwar mit „Nein“, relativiert dies aber sogleich mit der Behauptung, dass sie sich hier nicht auskenne und auf die Klarsicht des Erzählers hoffe. Auch legt sie sich in den Sarg und besitzt bereits ein Totenhemd, trägt es aber nicht. All diese Merkmale verdeutlichen, dass Bei den Toten zu Gast zu den traumlogischen Texten Kafkas gehört, „in denen die Kontinuität von Raum, Zeit und Kausalität mit verblüffender Selbstverständlichkeit außer Kraft gesetzt wird“. Bekanntlich protokollierte Kafka seine Träume auf Vorrat, um sie – manchmal Jahre später – in einen literarischen Text einzuarbeiten und eine solche, aus einem Traum hervorgegangene Erzählung, könnte auch Bei den Toten zu Gast sein.
Neben Chiffren, die vermutlich auf Kafkas persönliches Unbewusstes zurückverweisen, kommen – sicherlich eng damit verknüpft – in der Erzählung auch Symbole aus mythologischer und literarischer Tradition vor. So erinnert, wenn auch nicht ohne Ironie, der kleine Bach, den die beiden auf dem Weg zum Sarg des Mädchens passieren müssen, an den Fluss Styx, der in der griechischen Mythologie die Grenze zwischen der Welt der Lebenden und dem Hades bildet. Damit könnte die Überquerung des Baches bedeuten, dass die beiden nun unumkehrbar die Grenze zum Totenreich überschritten haben, eine Deutung, die aber durch die Verkleinerung des Gewässers zu einem „kaum einen Meter breiten, schnell fließenden Bach“ gleich wieder in Frage gestellt wird. Wenn das Mädchen sich in den Sarg setzt und den Erzähler zu sich hinunterlockt, werden Assoziationen zu den in der deutschen Literatur zahllosen Nixen geweckt, die mit ihrer erotischen Verführungskraft Männer in den Tod locken, wie z. B. in Goethes Ballade Der Fischer. Doch auch diese Anspielung wird gleich wieder in Frage gestellt, da sich der Erzähler der Verführung mit dem überraschenden Hinweis entzieht, er müsse noch mit jemandem in der Gruft sprechen, wobei völlig im Unklaren bleibt, wer damit gemeint sein könnte und ob sich hinter dieser Absicht vielleicht das ursprüngliche Motiv des Erzählers zum Betreten der Gruft verbirgt.
Weiterhin sind Bezüge zwischen Kafkas aktueller Lebenssituation und der Symbolsprache der Erzählung möglich, insbesondere in Hinblick auf die zur Entstehungszeit in die Krise geratene Beziehung zu Milena Jesenská und auf Kafkas fortschreitende Lungenkrankheit, die durch den langen Kuraufenthalt in Meran nicht gelindert werden konnte. Es wäre jedoch verfehlt, diese Verbindungen in einzelnen Symbolen aufzusuchen. So war Milena Jensenská kein „Judenmädchen“, sondern eine hochintellektuelle Frau aus christlicher Familie, auch wenn die Triangulierung Erzähler – junge Frau – alter Mann auf diese biografische Konstellation hinzudeuten scheint, da die Beziehungskrise mit Milena eng mit der Rolle ihres Vaters zusammenhing. Ebenso fehlt in der Erzählung jedes Element, das auf eine tödliche Krankheit bei einer der Figuren hindeuten könnte. Der biografische Bezug erschließt sich vielmehr aus der Atmosphäre, in die der Text getaucht ist. Diese manifestiert sich in der Gestaltung eines gespenstischen Zwischenreichs, in welchem die beiden Hauptfiguren zwischen der Abwehr des Todes durch Gesten seiner Verneinung und der Anziehung durch den Tod changieren, wobei Eros und Thanatos, der Liebesgott und der sanfte Gott des Todes, im Verlauf der Handlung immer enger miteinander verknüpft werden. Die transitorische Existenz dem Tode geweihter Menschen, die nicht zu Ende sterben können, hatte Kafka schon 1916/1917 in Der Jäger Gracchus thematisiert, welcher den Weg in den Tod nicht finden kann, nachdem er beim Verfolgen einer Gämse (ebenfalls ein Sexualsymbol) in eine Schlucht gestürzt war. In Kafkas biografischer Situation im August 1920 lagen das erotische Begehren gegenüber Milena und eine Todesangst, die durch die ihn fortwährend bedrängende Tuberkulose mitbedingt war, eng beieinander, doch sie verstärkten nur ein Gefühl von Strafe und Schuld, das für Kafka immer schon mit sexueller Lust einherging.